# Ranuccio Farnese
Rainúncio Farnésio (em italiano:  Ranuccio Farnese; Valentano, 11 de agosto de 1530 - Roma, 29 de outubro de 1565), foi um prelado italiano, cardeal da Igreja Católica, e bispo de Santa Lúcia em Messina (Sicília) de 1545 até à sua morte.

## Biografia
Filho de Pedro Luís Farnésio (Pier Luigi Farnese), nasceu em Valentano. Com apenas doze anos, foi nomeado prior da Ordem de Malta em San Giovanni dei Forlani (Veneza). Como filho de um bastardo papal (era neto do Papa Paulo III), obteve numerosas honrarias. Aos quinze anos foi elevado a cardeal: foi chamado cardenalino (cardealzinho).
Também foi administrador da Arquidiocese de Nápoles, entre outros cargos eclesiásticos. Rainúncio protegeu Federico Commandino, tradutor de diversos trabalhos matemáticos a partir do grego antigo.
O seu irmão e sobrinho, Octávio Farnésio e Alexandre Farnésio foram, respectivamente, o segundo e terceiro duques de Parma. Está enterrado na Arquibasílica de São João de Latrão, em Roma.

## Mecenas
Rainúncio foi chamado a tomar conta da biblioteca montada por seu avô no Palácio Farnese, onde trabalharam muitos artistas da época. Reuniu em torno de si humanistas e eruditos: Giovanni Della Casa, Latino Latini Annibale Caro. Protegeu muitos estudiosos, incluindo Carlo Sigonio, Pinelli Gianvincenzo e Aldovrandi Ulisse, mas a sua maior intuição foi o de ter escolhido como bibliotecário Fulvio Orsini e seu apoio à investigação matemática Commandino Federico (1509-1575). Fulvio era um descendente ilegítimo do Orsini. Em 1558 entrou para o serviço do "Grande Cardeal" Alexandre e logo após isso Ranuccio foi nomeado bibliotecário-chefe do Palazzo Farnese. Graças a ele a biblioteca foi enriquecida com livros valiosos. Ranuccio também adquiriu uma coleção de medalhas e moedas a partir de pesquisas arqueológicas da família Orsini. O salão do Palazzo Farnese (hoje é a Embaixada de França em Roma) foi decorado com as glórias da família de Paulo III por Francesco de' Rossi.

## Cargos ocupados
- Comandante da Ordem de São João de Jerusalém de Santa Maria Maior em Bolonha de 1538 até à data da sua morte;
- Grão-Prior da Ordem de São João de Jerusalém de San Giovanni dei Forlani em Veneza a partir de 1540;
- Abade comendatário da Abadia de Rosazzo de janeiro de 1544 até à data da sua morte;
- Administrador da sede municipal de Nápoles de 13 de agosto de 1544 a 22 de fevereiro de 1549;
- Cardeal-diácono aquando do consistório de 16 de dezembro de 1545;
- Titular da diaconia de Santa Lúcia na Sicília de 5 de maio de 1546 a 7 de outubro de 1546;
- Legado nas Marcas de 27 de agosto de 1546 a  2 de novembro de 1547;
- Titular da diaconia de Sant'Angelo em Foro Piscium de 8 de outubro de 1546 a 6 de fevereiro de 1565;
- Administrador do Patriarcado Latino de Constantinopla de 8 de outubro de 1546 a 19 de março de 1550;
- Penitencieiro-mor de 12 de fevereiro de 1547 até à data da sua morte;
- Arcipreste da basílica patriarcal de Latrão de 25 de Março de 1547 até à data da sua morte;
- Abade comendatário da Abadia de Farfa e de San Salvatore Maggiore de 1547 a 1563;
- Administrador da sede municipal de Ravena de 11 de outubro de 1549 a 28 de abril de 1564;
- Preceptor comendatário de Persiceto de 1548 a 1562;
- Eleitor no conclave de 1549;
- Legado papal em Viterbo em 1551;
- Legado na província pontifícia do Património de São Pedro em 18 de fevereiro de 1551;
- Eleitor no conclave de abril de 1555;
- Eleitor no conclave de maio de 1555;
- Eleitor no conclave de 1559;
- Governador de Montefiascone em 1560;
- Administrador da sede municipal de Bolonha de 28 de abril de 1564 até à data da sua morte;
- Cardeal-bispo titular de Santa Sabina a partir de 7 de fevereiro de 1565;
- Governador de Stroncone em 1565.